# Specie di Cotyledon
Elenco delle specie di Cotyledon più conosciute:
- Cotyledon barbeyi
- Cotyledon batesii
- Cotyledon cristata
- Cotyledon deficiens
- Cotyledon fimbriata
- Cotyledon glauca
- Cotyledon gracilis
- Cotyledon grandiflora
- Cotyledon iwarenge
- Cotyledon japonica
- Cotyledon laciniata
- Cotyledon lanceolata
- Cotyledon laxa
- Cotyledon macrantha
- Cotyledon nodulosa
- Cotyledon oblonga
- Cotyledon oppositifolia
- Cotyledon orbiculata
- Cotyledon paraguayensis
- Cotyledon pinnata
- Cotyledon sikokiana
- Cotyledon subrigida
- Cotyledon umbilicus
- Cotyledon ventricosa
- Cotyledon wallichii